# Артим
Артим — персидский сатрап Лидии в конце V века до н. э., назначенный Киром Младшим. Возможно, принадлежал к царскому роду.
Об Артиме известно из «Анабасиса Кира» Ксенофонта. Сын персидского царя Дария II Кир Младший, владевший обширными землями в Малой Азии, отдал входившие в неё сатрапии своим приближённым. Артим получил в управление Лидию. О его дальнейшей судьбе, по замечанию Э. В. Рунга, ничего не известно. По свидетельству Диодора Сицилийского, властителями в Лидии и Фригии Кир сделал своих родственников.
По мнению М. Бойс, обнаруженный в горах Лидии склеп с надписями на арамейском и греческом языках от имени Артима, сына Арзифия, может принадлежать назначенному в 401 году до н. э. ставленнику Кира, возможно, происходившему из царского рода. В этом оссуарии помещены кости нескольких людей, собранные после предварительного помещения мёртвых тел на открытом воздухе. Как отметила исследовательница, эта гробница показывает, что знатные персы в концу V века до н. э. приняли обычай выставления трупов.